# Strathmore Automobile Company
Strathmore Automobile Company, vorher International Automobile Company, war ein US-amerikanischer Hersteller von Automobilen.

## Unternehmensgeschichte
Die International Automobile Company wurde 1899 in Boston in Massachusetts gegründet. Bereits im Juli 1899 erfolgte die Umfirmierung in Strathmore Automobile Company, als bemerkt wurde, dass die ursprüngliche Firmierung von mehreren anderen Unternehmen genutzt wurde. Im gleichen Jahr begann die Produktion von Automobilen. Der Markenname lautete Strathmore. 1901 endete die Produktion.

## Fahrzeuge
Im Angebot standen einerseits Dampfwagen mit einem Dampfmotor und andererseits Fahrzeuge mit einem Ottomotor. Die Motoren leisteten jeweils 6 PS. Die Motorleistung wurde über eine Kette an die Hinterachse übertragen. Gelenkt wurde mit einem Lenkhebel. Zur Wahl standen Runabout und Lieferwagen, wobei letztere häufiger verkauft wurden.